# 三遊亭窓輝
三遊亭 窓輝（さんゆうてい そうき、1970年4月16日 - ）は、東京都出身の落語家。本名∶橋本 大樹。落語協会所属。六代目三遊亭圓窓の三男である。

## 経歴
明治大学附属中野高等学校を卒業後、1996年1月、父六代目三遊亭圓窓に入門し「窓輝」を名乗る。
1999年11月、柳家三之助、春風亭あ太郎と共に二ツ目昇進。
2010年3月に桂文ぶん、柳家三之助、三代目桂文雀と共に真打昇進。

## 芸歴
- 1996年1月 - 六代目三遊亭圓窓に入門、前座名「窓輝」。
- 1999年11月 - 二ツ目昇進。
- 2010年3月 - 真打昇進。

## 逸話
二代目柳家さん助の釣り竿を誤って踏んでしまい、浅草演芸ホールの奥の鏡まで蹴飛ばされてしまった。

## 出囃子
- コンバットマーチ（1999年 - 2010年）
- 新曲浦島（2010年 - ）